# Герб села Тернівка
Герб Тернівки затверджений 30 вересня 2004 р. рішенням Тернівської сільської ради.

## Опис герба
На щиті, розтятому червоним і зеленим, золотий лілієподібний хрест, верхній і бічний кінці якого продовжені золотим листям.